# Pelomys
Pelomys és un gènere de rosegadors de la família dels múrids. Les espècies d'aquest grup són oriündes de l'Àfrica subsahariana. Tenen una llargada de cap a gropa de 10–21 cm, la cua de 10–18 cm i un pes de 50–170 g. El pelatge dorsal va des del gris groguenc fins al gris fosc, mentre que el dorsal va des d'un color blanquinós fins al gris clar.